# Дадлез, Михал
Михал Антони Дадлез (пол. Michał Dadlez; 4 января 1895, Рава-Русская — 11 июня 1965, Варшава) — польский историк литературы, полонист, поэт, педагог, доктор наук.

## Биография
Участник первой мировой войны. Сражался на Восточном фронте в составе польских легионов. В 1914 был взят в плен. В 1917 — освобожден.
Военный корреспондент во время советско-польской войны 1920.
После окончания войны изучал польскую филологию в варшавском университете. В 1923 получил степень доктора полонистики.
Работал директором гимназии в Цехануве и гимназии им. А. Мицкевича в Варшаве.
В начале второй мировой войны участвовал в боях с вермахтом . Во время гитлеровской оккупации Польши преподавал на тайных курсах, организовал театр комедии «Куколки».
Участник Варшавского восстания в 1944. Активно работал в противопожарной службе столицы. Был тяжело ранен.
После окончания войны работал инспектором школ варшавского округа.

## Избранные публикации
- Pope w Polsce w XVIII wieku (1923)
- Słowo o Józefie Piłsudskim (1927)
- Żołnierska przygoda (1938)